# Балабански, Лукан
Лукан Тотов Балабански (род. 1 июня 1930, с. Лепица) — болгарский ученый-терапевт и гастроэнтеролог, диетолог и нутрициолог. Профессор (1984), доктор медицины, директор НИИ гастроэнтерологии и питания (1981-1991), ректор Медакадемии в Софии (1987—1990). Удостоен почётного звания «Лекар на България».
Ученик и последователь академика Ташо Ташева. Основатель (1978) и до 1998 года руководитель Клиники лечебного питания.
В 1948 году окончил гимназию, в 1954 году — Софийский университет, по медицине.
В 1959 году учился в Москве у академика Е. Тареева.
С 1963 года кандидат медицинских наук. С 1967 года старший научный сотрудник. В 1974 году хабилитировался. С 1984 года профессор. Под его началом защищены одна докторская и десять кандидатских диссертаций, а также хабилитировался один профессор и др.
С 1998 года на пенсии.
С 2000 года почётный президент Болгарского общества диетологии. Почётный член BASORD.
Автор более 300 научных трудов.